# برتران دامسن
برتران دامسن (فرانسوی: Bertrand Damaisin‎؛ زادهٔ october ۲۷, ۱۹۶۸ (۵۶ سال)) جودوکار اهل فرانسه است.
وی در مسابقات کشوری و بین‌المللی در مجموع برندهٔ ۱ مدال برنز شده‌است.